# Litiofilita
La litiofilita es un mineral de la clase de los minerales fosfatos, y dentro de esta pertenece al llamado "grupo de la trifilita". Fue descubierta en 1878 en minas de la localidad de Branchville, en el estado de Connecticut (EE. UU.), siendo nombrada a partir de litio y del griego filos -amistad-, en alusión a su contenido en litio. Un sinónimo poco usado es el de litiolita.

## Características químicas
Es un fosfato simple de litio y manganeso anhidro, como todos los fosfatos anhidros del grupo de la trifilita al que pertenece. Es isoestructural con el silicato olivino ((Mg,Fe)SiO4).
Forma una serie de solución sólida con la mencionada trifilita (LiFe2+PO4), en la que la sustitución gradual del manganeso por hierro va dando los distintos minerales de la serie.
Además de los elementos de su fórmula, suele llevar como impurezas: magnesio, calcio o hierro, esta última le da tonalidades de color rosado.

## Formación y yacimientos
Se encuentra en pegmatitas de tipo granito, como las de la mina en que fue descubierto, especialmente en las de tipo complejo conteniendo especies minerales conteniendo litio y fosfato. Se forma normalmente como mineral primario y más rara vez como secundario, en dichos complejos de pegmatita en las últimas etapas de su cristalización.
Suele encontrarse asociado a otros minerales como: sicklerita, purpurita, huréaulita y numerosos fosfatos y óxidos de hierro y manganeso.